# Travis McCoy
Travis Lazarius McCoy (n. 5 august 1981, Geneva⁠(d), New York, SUA) cunoscut după numele lui de scenă, Travie McCoy, este un cântăreț american. El face parte și din trupa Gym Class Heroes, fiind vocalistul.
A crescut în Geneva, New York, urmând să formeze ulterior trupa Gym Class Heroes, împreună cu prietenul lui din copilărie, Matt McGinley, iar după câteva schimbări, aveau să semneze un contract cu Fueled by Ramen scoțând primul lor album.
1. ↑  „Travis McCoy”, Gemeinsame Normdatei, accesat în 13 decembrie 2014